# Fernando Colunga
Fernando Colunga Olivares (Mexikóváros, 1966. március 3. –) mexikói színész.

## Élete
Karrierje színészi dublőrként kezdődött 1988-ban. Egyetemi végzettsége van, polgári foglalkozása építészmérnök. Színészi karrierje az 1990-es évek elején kezdődött, amikor kisebb szerepet kapott a María Mercedes (1992) című telenovellában. Ezt követően a Marimarban tűnt fel, ahol Adrián Rosales szerepét alakította.
Első főszerepét a María la del Barrio (1995) című sorozatban kapta, ami Magyarországon María címen futott. Második főszerepét az Esmeraldában (1997) játszotta, partnere Leticia Calderón volt. A sorozat rendkívül népszerűvé tette Fernandót nemcsak Mexikóban, de abban a 170 országban is, (többek közt nálunk) ahol bemutatták.
1998-ban Carlos Daniel Bracho szerepe következett a Paula és Paulinában. A sorozat óriási népszerűségnek örvendett, Mexikóban a közönség 50%-a követte napról napra a Bracho család életének alakulását, az utolsó részt pedig a lakosság 70%-a nézte. A Paula és Paulina nemcsak 1998 legjobb sorozata, hanem minden idők legnézettebb telenovellája lett Mexikóban, amit a mai napig egyetlen sorozatnak sem sikerült felülmúlnia.
1999-ben Fernando újabb főszerepet kapott a Nunca te olvidaré című telenovellában, a sorozatot Magyarországon Esperanza címen sugározták. Még ebben az évben szerepelt a Cuento de Navidad-ban, ami egy karácsonyi mininovella volt.
Az Esperanza után az Abrazame muy fuertében (2000) játszotta Carlos Manuel Rivero szerepét. Partnernője Aracely Arámbula volt, a sorozatot María del Carmen címen nálunk is bemutatták. Akárcsak Fernando korábbi munkái, ez a sorozat is hihetetlen népszerűségnek örvendett, a mexikói közönség TvyNovelas díjjal jutalmazta Fernandót.
2001-ben Fer újabb karácsonyi mininovellában szerepelt, a Navidad sin finben. Ennek érdekessége, hogy szerepe szerint egy csúnyácska, szegény férfit játszott.
Ezután Fer hosszabb időre eltűnt a telenovellák világából, a színpadot választotta. A nagy sikerű Trampa de muerte című színházi darabban szerepelt, melyben César Évora játszotta a másik főszerepet.
Fernando 2003-ban tért vissza a képernyőre, amikor szerepelt Carla Estrada kosztümös sorozatában, az Tiszta szívvelben. Ez a sorozat szintén nagy sikereket ért el, nemcsak Mexikóban, de azokban az országokban is, ahol bemutatták. 2005-ben forgatta az  Alboradát, amely szintén kosztümös sorozat. 2007-ben a Pasión című sorozatban szerepelt, partnernője Susana González volt. Ezt követően Fernando újra eltűnt a nyilvánosság elől, tervei között szerepelt, hogy rendezőként is kipróbálja magát. 2008. augusztus 25-én kezdte el Nicandro Díaz González producer Mañana es para siempre című |telenovelláját forgatni, melyben partnere Lucero és Silvia Navarro. Ez a telenovella napjainkban játszódik, ami azért érdekes, mert a színész 2002 óta csak kosztümös sorozatokban szerepelt. 2010-ben megkapta a Soy tu Duena főszerepét, amelyben partnerei, Lucero és Gabriela Spanic voltak. 2012-ben a Porque el Amor Manda című telenovella főszerepét kapta meg, amelyben Blanca Soto volt a partnere.
2015-ben megkapta Eladio Gómez Luna szerepét a Pasión y poder című telenovellát. Párja Susana González lett. Fernando ebben a telenovellában játszott először gonoszt.
2012 és 2013 között a Porque el Amor manda forgatásán összehozta Blanca Sotoval Carmen Salinas és a mexikói média. Carmen középpontban szeretett volna lenni és szenzációt akart. Egy ideig se Blanca se Fernando nem nyilatkozott, mert azt gondolták, hogy úgy is befejeződnek az ilyen híresztelések. Nem fejezte be a média sem a találgatást és Carmen is csak azt mondta, hogy biztos együtt vannak és együtt élnek Fernando házában Miamiban, pedig Blanca csak vendégségben volt ott. Carmen azt is mondta, ha lesz gyermekük, akkor Jorgenak hívják. Ekkor 2013. augusztus végén, sokallt be Blanca és Fernando, pedig nagyon ritkán beszélnek a magánéletükről. Mindketten elmondták, hogy nincsenek és soha nem is voltak együtt, csak összehozták őket. Sokan még most sem értik meg, pedig már 2013-ban megmondták, hogy nincsenek együtt csak nagyon jó barátok. A Televisa honlapján is megjelent és az Hoy című reggeli műsorban is elmondták, hogy csak nagyon jó barátok és szeretnének még valamikor telenovellában vagy színdarabban együtt szerepelni.
Fernando eddig mindig Mexikóban forgatott a Televisa-ban, de 2020-ban a Telemundohoz szerződött.
Fernando 2021-ben visszamondta a Malverde El Santo Patrón -ban a szerepét a Covid-19 miatt. 
2022. év elején az El Secreto de la Familia Greco -ot forgatta, ami 2022. november 4-től nézhető a Netflixen. 2022. június 6- 2022. október 1. forgatta az El Conde Amor y Honor-t, amit hamarosan mutatnak be a Telemundo csatornáján.
Fernando 2023. augusztustól 2024. januárig forgatta az El Maleficio-t, ezzel a telenovellával tért vissza újra a Televisa-ba. Az El Maleficio-t 2023. november 13-tól 2024. március 1. H-P 21.30-kor mutatta be a Las Estrellas Mexikóban. Az utolsó rész 2024. március 3-án 21.00-kor vasárnap volt. 
A Telemundo 2024. július 1-től mutatta be az El Conde Amor y Honor-t. Mexikóban is bemutatták azóta.
2025-ben forgatja az Amanecer című telenovellát, újra a Televisa-ban. Az előkészületek már elkezdődtek. Fernando az előkészületeken is sokat dolgozik.
Állandó magyar hangja Lux Ádám.

## Filmográfia

### Telenovellák
| Év   | Cím                                        | Szerep                               | Magyar hangja                                                        |
| ---- | ------------------------------------------ | ------------------------------------ | -------------------------------------------------------------------- |
| 1988 | Dulce desafío                              | kaszkadőr                            | –                                                                    |
| 1990 | Cenizas y diamantes                        |                                      | –                                                                    |
| 1991 | Alcanzar una estrella II                   |                                      | –                                                                    |
| 1991 | Madres egoístas                            | Jorge                                | –                                                                    |
| 1992 | María Mercedes                             | Chico                                | Lux Ádám                                                             |
| 1993 | Marianela                                  | Pablo                                |                                                                      |
| 1993 | Más allá del puente                        | Valerio                              | –                                                                    |
| 1994 | Mujer, casos de la vida real               | Ismeretlen szerep                    | -                                                                    |
| 1994 | Marimar                                    | Adrián Rosales                       | Lux Ádám                                                             |
| 1995 | Alondra                                    | Raúl Gutiérrez                       | –                                                                    |
| 1995 | María María la del Barrio                  | Luis Fernando de la Vega Montenegro  | Lux Ádám                                                             |
| 1997 | Esmeralda                                  | José Armando Peñarreal de Velasco    | Lux Ádám                                                             |
| 1998 | Paula és Paulina La Usurpadora             | Carlos Daniel Bracho                 | Lux Ádám                                                             |
| 1999 | Esperanza Nunca te olvidaré                | Luis Gustavo Uribe del Valle         | Lux Ádám                                                             |
| 1999 | Cuento de Navidad                          | Jaime Rodríguez Coder                | –                                                                    |
| 2000 | María del Carmen Abrázame muy fuerte       | Carlos Manuel Rivero                 | Lux Ádám                                                             |
| 2001 | Navidad sin fin                            | Pedro                                | –                                                                    |
| 2003 | Tiszta szívvel Amor real                   | Manuel Fuentes Guerra Aranda         | Lux Ádám                                                             |
| 2005 | Alborada                                   | Luis Manrique y Arellano             | –                                                                    |
| 2007 | Pasión                                     | Ricardo de Salamanca y Almonte       | –                                                                    |
| 2008 | Mindörökké szerelem Mañana es para siempre | Eduardo Juárez Cruz Franco Santoro   | Lux Ádám                                                             |
| 2010 | A csábítás földjén Riválisok Soy tu dueña  | José Miguel Montesinos               | Lux Ádám (RTL Klub) Damu Roland Barabás Kiss Zoltán (Zone Romantica) |
| 2012 | Amit a szív diktál Porque el amor manda    | Jesús García "Chucho"                | Lux Ádám                                                             |
| 2015 | Szeretned kell! Pasión y poder             | Eladio Gómez Luna                    | Lux Ádám                                                             |
| 2022 | El secreto de la familia Greco             | Aquilles Greco                       |                                                                      |
| 2023 | El Maleficio                               | Enrique de Martino                   |                                                                      |
| 2024 | El Conde Amor y Honor                      | Alejandro Gaitán/ Joaquín Montenegro |                                                                      |
| 2025 | Amacener                                   | Leonel                               |                                                                      |

### Filmek
- El mar
- Fuente ovejuna
- Los hijos del Sol
- La Cenicienta
- Marianela
- Bésame en la boca (1994) - Arturo
- Paula és Paulina: A befejező film – Más allá de la usurpadora (1998) - Carlos Daniel Bracho
- Becsületes tolvajok – Ladrón que roba a ladrón (2006) - Alejandro Toledo
- Ladrones (2015)

### Színházi szerepek
- Pecado no original
- Un engaño no hace daño
- Trampa de muerte
- Manetos Quietas
- Obscuro Total

### Minisorozatok
- El Primo Basilio
- Marianela - Pablo (1993)

### Programok
- La telaraña
- Plaza sésamo
- Una de lobos
- Mujer: casos de la vida real